# Vartsala, Gustavs
Vartsala är en ö i Finland.   Den ligger i kommunen Gustavs i landskapet Egentliga Finland, i den sydvästra delen av landet, 200 km väster om huvudstaden Helsingfors. Arean är 31 kvadratkilometer.
Terrängen på Vartsala är mycket platt. Öns högsta punkt är 30 meter över havet. Den sträcker sig 11,0 kilometer i nord-sydlig riktning, och 6,8 kilometer i öst-västlig riktning.
År 1554 utgjorde socknen en kapellförsamling av medeltida ursprung och lydde under Tövsala.